# Quartier Sainte-Opportune
Le quartier Sainte-Opportune est un quartier historique de Paris, du début du XVIIIe siècle à la Révolution française. Il correspond aujourd'hui à la partie sud-est du 1er arrondissement, à cheval sur les actuels quartiers de Saint-Germain-l'Auxerrois et des Halles.

## Limites
Le quartier était compris entre :
- au sud les quais de la Vieille-Vallée-de-Misère, la rue Trop-Va-Qui-Dure et de la Saunerie (ils forment l'actuel quai de la Mégisserie en bord de Seine) ;
- à l'est la rue Saint-Denis (au-delà c'était le quartier de Saint-Jacques-de-la-Boucherie) ;
- au nord la rue de la Ferronnerie et la rue de la Chausserie (au-delà c'était le quartier des Halles), y compris les charniers sud du cimetière des Innocents ;
- et à l'ouest la rue du Roule et la rue de la Monnaie (au-delà c'était le quartier du Louvre, c'est-à-dire l'ancien quartier Saint-Germain-l'Auxerrois).

## Historique

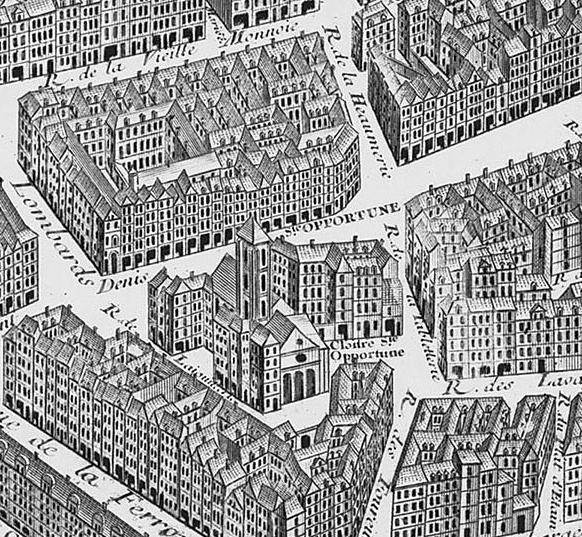
Le quartier Saint-Opportune sur le plan de Turgot (vers 1739).

Jusqu'à la réforme des quartiers en 1680 et 1702, ces rues faisaient partie du quartier Saint-Jacques-de-la-Boucherie.
Les quais sont construits en 1369, auparavant une pente descendait jusqu'au fleuve, formant une berge assez escarpée. La plage était utilisée à l'ouest par les tanneurs (les mégissiers) et à l'est par le marché à la volaille (appelé la Vallée-de-Misère, puis la Poulaillerie).
À l'époque, le seul axe pour aller du Grand Châtelet à Saint-Germain-l'Auxerrois et au Louvre était la rue Saint-Germain-l'Auxerrois, l'une des rares rues pavées dès le règne de Philippe Auguste. Au coin de la rue des Orfèvres et de la rue Saint-Germain-l'Auxerrois se trouvait le grenier à sel de Paris (d'où le nom du quai voisin de la Saunerie), appartenant au roi, qui avait le monopole de la vente du sel sur laquelle était prélevée la gabelle.
Au milieu de la rue Saint-Germain-l'Auxerrois, au no 19, était situé le For-l'Évêque (le tribunal et la prison de l'évêque de Paris pour ses propriétés parisiennes, construit au XIIe siècle, reconstruit en 1652 et détruit à partir de 1783).
Parmi les Six Corps des marchands de Paris, le corps des drapiers avait ses bureaux au 11 de la rue des Déchargeurs (le sous-sol du bâtiment existe toujours sous le centre d'exposition Crèmerie de Paris), les fourreurs à l'emplacement du no 9 de la rue Bertin-Poirée, les orfèvres aux nos 8 et 10 de la rue des Orfèvres.
Le quartier était composé de vingt-neuf rues, deux places et deux culs-de-sac en 1789. En raison des travaux d'urbanisme du XIXe siècle, de nombreuses petites rues ont disparu, tels que par exemple :
- la rue du Chevalier-du-Guet, qui doit son nom à l'hôtel du Chevalier-du-Guet, maison achetée en 1363 pour être la résidence du chef du guet de nuit[Note 1] ;
- la rue Béthisi, qui était à l'emplacement de l'actuelle rue de Rivoli entre la rue de la Monnaie et la rue des Bourdonnais ;
- la rue Thibaut-aux-Dés, qui correspondait à la partie sud de la rue des Bourdonnais, de la rue Saint-Germain-l'Auxerrois à la rue Béthisi ;
- la rue Tirechappe, qui allait de la rue Béthisi à la rue Saint-Honoré, qui doit son nom aux fripiers qui tiraient les passants par leurs vêtements pour les engager à venir acheter chez eux.

Pendant la Révolution, le quartier devient la partie sud de la section des Marchés (rebaptisée en 1792 section des Halles, puis en 1793 section des Marchés).
En 1792, l'église Sainte-Opportune et son cloître sont vendus comme biens nationaux pour servir de carrière de pierre.

### Le quartier Sainte-Opportune en 1702
Par une déclaration du roi en date du 12 décembre 1702 et par un arrêt du Conseil d'État du 14 février de la même année, Paris a désormais vingt quartiers qui sont bornés et limités dont le quartier de Sainte-Opportune qui est le 3e quartier.

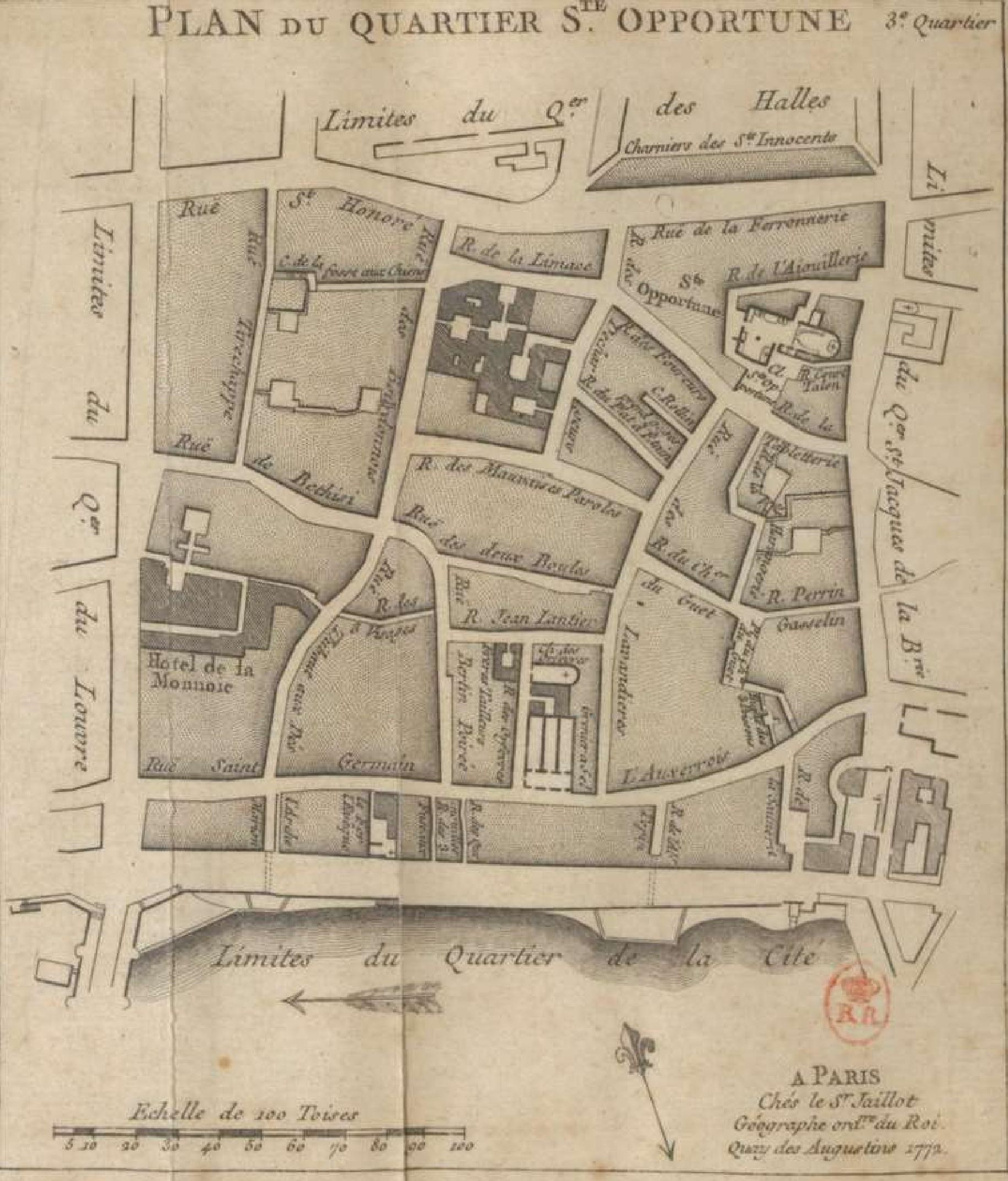
Plan du quartier Sainte Opportune vers 1778

#### Limites du quartier
Entouré par les quartiers Saint-Jacques-la-Boucherie, des Halles, du Louvre et de la Cité, le quartier Sainte-Opportune est délimité à l'est par le marché et la place de la Porte de Paris et la rue Saint-Denis , au nord par la rue de la Ferronnerie, y compris le charnier des Innocents situé du même côté de la rue et par une partie de la rue Saint-Honoré, de la rue de la Ferronnerie jusqu'à l'angle des rues du Roule et des Prouvaires, à l'Ouest par les rues du Roule et de la Monnaie et par le carrefour des Trois-Maries jusqu'à la Seine et au sud par la rue de la Descente de la Vallée de Misère, et le quai de la Mégisserie,.

#### Contenu
Jean de la Caille indique que le quartier Sainte-Opportune compte en 1701 :
- 2 abreuvoirs pour les chevaux
  - situés tous les deux rue Saint-Germain-l'Auxerrois qui passent tous les deux par des arches et se jettent dans la Seine au quai de la Mégisserie. Ils servent également de ports et d'égout
    - l'arche Pépin
    - l'arche Marion
- 1 barrière des huissiers et sergents à verge
  - quai de la Mégisserie à la descente du Pont Neuf
- 6 bateaux, servant à laver le linge sale situé tout le long 
  - du quai de la Mégisserie
  - de la Vieille Vallée de la Misère
- 3 bureaux
  - rue des Déchargeurs et des Bourdonnais pour les postes générales
  - également rue des Déchargeurs et des Bourdonnais pour les marchands drapiers
  - rue de l'Aiguillerie pour les épiciers et les apothicaires
- 1 charnier
  - le charnier des Innocents, rue de la Ferronnerie
- 1 chapelle
  - la chapelle des Orfèvres, rue des Deux-Portes
- 1 chapitre
  - église collégiale Sainte-Opportune
- 1 cloître
  - le cloître Sainte-Opportune ou aboutissent les rues des Foureurs, des Lavandières, de la Vieille-Harangerie, de la Tabletterie, Courtalon et Saint-Denis.
- 3 égouts de rues
  - 2 égouts dans la rue Saint-Germain-l'Auxerrois
    - l'égout Pépin
    - l'égout Marion

  - rue de la Saunerie
- 1 grenier à sel ou se distribue le sel et ou se trouve également sa juridiction
  - rue Saint-Germain-l'Auxerrois et rue des Deux-Portes
- 158 lanternes publiques distribuées en 36 rues et cul-de-sacs
- 640 maisons
- 2 marchés
  - quai de la Mégisserie pour toutes sortes d'arbres et les fleurs
  - quai de la Mégisserie, également, pour toutes sortes d'oiseaux
- 9 moulins à eau sevant à moudre le blé pour le public situés
  - quai de la Mégisserie
  - Vieille Vallée de la Misère
- 1 paroisse
  - paroisse Sainte-Opportune
- 2 places
  - place du Chevalier-du-Guet ou se trouve l'hôtel du Chevalier-du-Guet
  - place du Cloître-Sainte-Opportune ou se trouve un pressoir banal à verjus
- 1 pressoir domanial
  - place du Cloître-Sainte-Opportune
- 1 prison
  - For-l'Évêque située rue Saint-Germain-l’Auxerrois
- 2 ports
  - le port de Pépin, ou l'on décharge tout le sel qui arrive à Paris et de là il est porté au grenier à sel qui est situé rue Saint-Germain-l’Auxerrois.
  - le port de Marion, ou l'on décharge tout le blé que l'on fait moudre aux moulins à eau qui sont sur la Seine, vis à vis de ce port.
- 1 quai
  - le quai de la Mégisserie qui débute au coin de la place des Trois-Maries et qui finit au coin de la rue de la Saunerie, vis à vis de la Rue Trop-Va-Qui-Dure.
- 34 rues et cul de sacs
- 2 tombereaux, pour le nettoiement et l'enlèvement des boues et immondices des rues de ce quartier, qui sont portés au bas de Montmartre.
- 1 voirie, pour y recevoir la décharge des immondices et boues de ce quartier est située au bas de Montmartre sur le chemin de Pantin[Note 2]

#### Voies du quartier Sainte-Opportune en 1702
| Nom | Nombre de maisons | Nombre de lanternes |
| --- | ----------------- | ------------------- |
| Rue de l'Aiguillerie également appelée rue du Cloître-Sainte-Opportune | 14                | 4                   |
| Rue de l'Arche-Marion également appelée rue de l'Abreuvoir-Marion | 1                 |                     |
| Rue de l'Arche-Pépin également appelée rue de l'Abreuvoir-Pépin | 1                 | 1                   |
| Rue Bertin-Poirée | 21                | 7                   |
| Rue Béthizy | 35                | 6                   |
| Rue des Bourdonnais | 16                | 7                   |
| Cul-de-sac des Bourdonnais également appelé cul-de-Sac de la Fosse-aux-Chiens | 4                 | 1                   |
| Les Charniers des Innocents également appelés passage des Innocents. Ils sont adossés contre la rue de la Ferronnerie, en laquelle il y a plusieurs entrées entre ces charniers par des et deux grandes entrées, l'une à l'angle de la rue Saint-Denis et de la rue de la Ferronnerie et l'autre à l'angle de la place-aux-Chats, de rue de la Lingerie et de la rue de la Ferronnerie. Les charniers sont entretenus, tant pour le nettoiement des boues, que l'entretien des par le chapitre de Saint-Germain-l'Auxerrois. |                   |                     |
| Rue de la Chaussetterie également appelée rue de la Charonnerie | 40                | 12                  |
| Place du Chevalier-du-Guet | 8                 | 2                   |
| Rue du Chevalier-du-Guet | 12                | 2                   |
| Place du cloitre Sainte-Opportune | 4                 | 3                   |
| Rue Courtalon | 1                 | 1                   |
| Rue des Déchargeurs | 15                | 6                   |
| Rue des Deux-Boules | 22                | 4                   |
| Rue de la Ferronnerie | 48                | 9                   |
| Rue des Fourreurs également appelée rue de la Vieille-Cordonnerie | 25                | 5                   |
| Rue des Fuseaux |                   | 1                   |
| Rue Jean-Lantier | 11                | 5                   |
| Rue des Lavandières | 41                | 8                   |
| Rue de la Limace | 7                 | 4                   |
| Rue des Mauvaises-Paroles | 23                | 6                   |
| Quai de la Mégisserie | 49                | 16                  |
| Rue des Orfèvres également appelée rue des Deux-Portes | 8                 | 2                   |
| Rue Perrin-Gasselin | 6                 | 2                   |
| Rue Pierre-à-Poisson | 5                 | 3                   |
| Rue du Plat-d'Étain | 5                 | 2                   |
| Rue des Quenouilles |                   |                     |
| Cul-de-sac Rollin-Prend-Gage également appelé cul de sac des Lavandières | 2                 | 1                   |
| Rue Saint-Germain-l'Auxerrois | 108               | 15                  |
| Rue de la Saunerie | 9                 | 3                   |
| Rue de la Tabletterie | 16                | 3                   |
| Rue Thibaud-aux-Dés | 29                | 6                   |
| Rue Tirechape | 38                | 6                   |
| Impasse des Trois-Visages | 1                 | 1                   |
| Rue de la Vieille-Harangerie également appelée rue de la Harangerie | 5                 | 4                   |